# جوهر (بني مطر)

تعديل مصدري - تعديل

جوهر هي إحدى قرى عزلة الحدب بمديرية بني مطر التابعة لمحافظة صنعاء، بلغ تعداد سكانها 175 نسمة حسب تعداد اليمن لعام 2004.